# Habakuk
| Zwölfprophetenbuch des Tanach                                                                            |
| --- |
| - Hosea - Joel - Amos - Obadja - Jona - Micha - Nahum - Habakuk - Zefanja - Haggai - Sacharja - Maleachi |
| Namen nach dem ÖVBE                                                                                      |

| Bücher des Alten Testaments |
| --- |
| Pentateuch |
| - Genesis (1. Mose) - Exodus (2. Mose) - Levitikus (3. Mose) - Numeri (4. Mose) - Deuteronomium (5. Mose) |
| Geschichtsbücher |
| - Josua - Richter - Rut - 1. Samuel - 2. Samuel - 1. Könige - 2. Könige - 1. Chronik - 2. Chronik - Esra - Nehemia - Tobit (Tobias) - Judit - Ester + Zusätze - 1. Makkabäer - 2. Makkabäer                                                                        |
| Lehrbücher |
| - Ijob (Hiob) - Psalmen - Sprichwörter (Sprüche Salomos) - Kohelet (Prediger Salomo) - Hoheslied - Weisheit Salomos - Jesus Sirach |
| Propheten |
| „Große“ - Jesaja - Jeremia - Klagelieder Jeremias - Baruch mit Brief des Jeremia - Ezechiel (Hesekiel) - Daniel (+ Zusätze) „Kleine“ (Zwölfprophetenbuch) - Hosea - Joel - Amos - Obadja - Jona - Micha - Nahum - Habakuk - Zefanja - Haggai - Sacharja - Maleachi |
| - Namen nach dem ÖVBE, konsequent angewandt z. B. in der Einheitsübersetzung - Eingeklammerte Namen: ältere protestantische Tradition, als Ausnahme (neben ÖVBE) in der Lutherbibel - Kursiv: Deuterokanonische Schriften                                          |

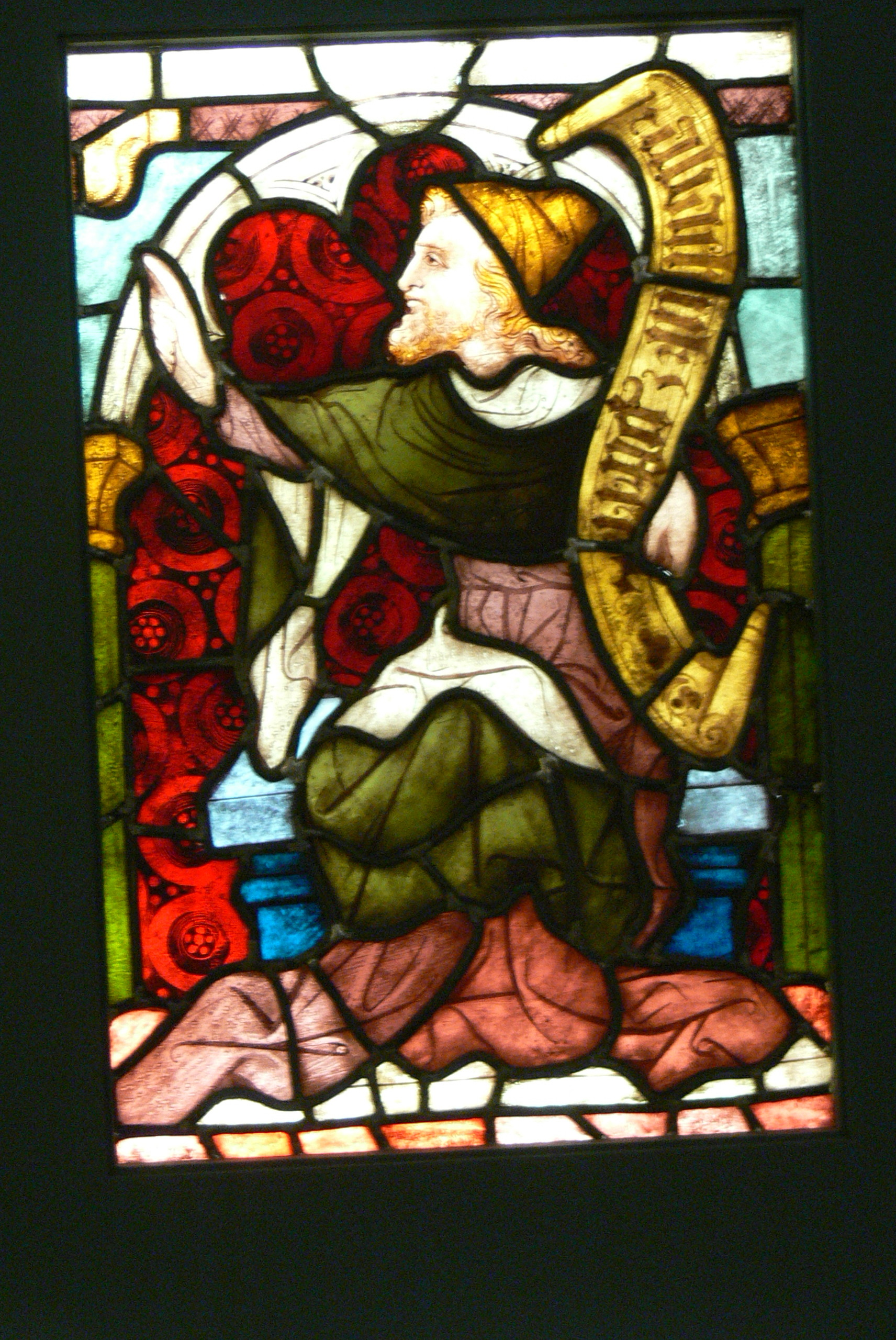
Prophet Habakuk (15. Jhdt.) in Leogang (Salzburg)

Habakuk (hebräisch חֲבַקּוּק ḥǎvaqqûq) heißt ein Prophet im Tanach. In der Septuaginta lautet sein Name altgriechisch Αμβακουμ Ambakoum und in der Vulgata Abacuc. Die ihm zugeschriebene Schrift gehört zum Zwölfprophetenbuch. Danach war er ein Gerichtsprophet; Personendaten sind nicht überliefert. Sein Wirken wird aufgrund sprachlicher und inhaltlicher Indizien auf etwa 630 v. Chr. datiert.

## Name
Die Bedeutung des Namens ist unsicher, möglicherweise stammt er aus dem Akkadischen, ḫabbaqūqu bzw. ḫambaqūqu bezeichnet dort eine nicht näher bestimmbare Pflanzenart. Verwandt dürfte auch das Arabische ḥabaq (Basilikum) sein. Eher unwahrscheinlich ist die Bedeutung „der Umarmer“ und eine Ableitung von der hebräischen Wurzel ḥbq (umarmen).

## Verfasser und Entstehungszeit
Sigmund Mowinckel bezeichnete Habakuk als „Kultpropheten“ am Jerusalemer Tempel, was vielfach übernommen wurde. Dafür spricht die liturgische Prägung des Textes, vor allem im ersten Hauptteil. Jörg Jeremias verweist auf den Begriff hebräisch משמרת mišmæræt in Hab 2,1 , der als „Wachtturm“ (Einheitsübersetzung), „Warte“ (Lutherbibel) oder „Posten“ (Zürcher Bibel) übersetzt wird. Er bezeichnet aber auch die priesterlichen Abteilungen, die in turnusmäßigem Wechsel ihren Tempeldienst verrichteten.
Zur Entstehung des Buchs Habakuk werden unterschiedliche Modelle vorgeschlagen; verbreitet ist folgende, von Jörg Jeremias und Eckart Otto vertretene Deutung: Um 600 v. Chr. trat Habakuk in Jerusalem mit einer Königs- und Gesellschaftskritik auf. Er kündigte die Invasion der Neubabylonier als Gottes Strafe an. Im Babylonischen Exil wurde diese Schrift Habakuks überarbeitet. Die Erfahrungen mit der Brutalität der Eroberer führten dazu, dass man ihnen die Strafe ankündigte, die Habakuk ursprünglich der Jerusalemer Oberschicht zugedacht hatte. Als letztes kam der Habakuk-Psalm in nachexilischer Zeit hinzu. Er stellt die prophetische Botschaft in einen universalen, endzeitlichen Kontext. Antonius H. Gunneweg dagegen sieht im Habakukbuch eine weisheitliche Dichtung, die sich mit dem Theodizeeproblem auseinandersetzt. Nachträglich sei sie auf die gesellschaftliche Situation im Südreich Juda hin konkretisiert worden. Klaus Seybold nimmt an, dass Habakuk um 630 v. Chr. mit einer „Tafelprophetie“ hervorgetreten sei. In knapper, prägnanter Form war darauf Habakuks Sozialkritik zu lesen, verbunden mit der Ankündigung eines feindlichen Reitervolks. Im Babylonischen Exil wurden diese Tafeln mit alten hymnischen Texten kombiniert, und so entstand ein Habakuk-Trostbuch, in dem das Reitervolk auf die Babylonier umgedeutet wurde. Schließlich kam im 4. Jahrhundert noch der Habakuk-Psalm hinzu.

## Gliederung
Erich Zenger schlägt eine Dreiteilung des Buchs vor:
- Hab 1,2-2,5: Klage des Propheten an Gott über Gewalt und Unrecht. JHWHs Antwort ist die Ankündigung des Strafgerichts, das durch die Chaldäer vollzogen werden soll. Habakuk klagt wiederum über die Gewalttätigkeit der Chaldäer. JHWH ordnet daraufhin an, dass eine prophetische Botschaft auf Tafeln geschrieben werden soll. Sie richtet sich an spätere Leser und enthält ein Trostwort: „Sieh her: Wer nicht rechtschaffen ist, schwindet dahin, / der Gerechte aber bleibt wegen seiner Treue am Leben.“
- Hab 2,6-20: Weherufe (Leichenklage) gegen die Gewaltherrscher, ihre Raff- und Machtgier und schrankenlose Gewalt an Mensch und Natur.
- Hab 3,1-19: Theophanie-Psalm mit Anweisung zu dessen Vortrag. Habakuk beschreibt eine Vision des Endgerichts, die ihn einerseits erschreckt, andererseits in seinem Gottvertrauen stärkt.

## Wirkungsgeschichte

### Jüdische Leser
Das Zwölfprophetenbuch, das auch die Prophezeiung Habakuks enthält, wurde in Alexandria wahrscheinlich zwischen 210 und 140 v. Chr. ins Griechische übersetzt. Der Habakuk-Übersetzer hatte eine schwierige hebräische Vorlage zu bearbeiten und setzte einige Akzente neu. In der griechischen Fassung von Hab 1,12  wird der Prophet als eine Art Pädagoge dargestellt: „Und er (= Gott) hat mich geformt, um seine Erziehung zu beweisen.“
Die antike Legendenbildung ist beim Propheten Habakuk besonders ausgeprägt, zumal aus dem Prophetenbuch keine Informationen zu seiner Person hervorgehen. Die Erzählung „Daniel, Bel und die Drachenschlange“ (Bel kai Drakon) gehört zu den Danielschriften der griechischen Bibel; sie wurde als Kapitel 14 dem Buch Daniel in der Vulgata angefügt und ihr folgend in verschiedenen modernen Bibelübersetzungen wie der Einheitsübersetzung. Hier ist Habakuk ein in Judäa lebender Prophet, der für den in der Löwengrube ausharrenden Daniel eine Mahlzeit zubereitet und von einem Engel wunderbarerweise nach Babylon und wieder zurück transportiert wird (Dan 14,33-39 ). In den „Lebensbeschreibungen der Propheten“ (Vitae Prophetarum, 1. Jahrhundert n. Chr.) wird die Geschichte, wie Habakuk Speisen zubereitet und nach Babylon bringt, breiter ausgeführt. Habakuk ist hier außerdem als Prophet gekennzeichnet, der eine Vision vom Untergang Jerusalems und eine weitere Vision von der Wiederherstellung Israels hat.
Der Babylonische Talmud (Makkot 23b–24a) enthält eine Diskussion, in der die 613 Ge- und Verbote der jüdischen Tradition auf wenige Grundprinzipien zurückgeführt werden; Habakuk ist es schließlich, der alle Mitzwot auf den Grundsatz zurückführt, dass „der Gerechte durch seine Treue am Leben bleibt“.
Die gottesdienstliche Verwendung des Habakuk-Psalms ist alt. Im Talmud ist er als Haftara für Schawuot bezeugt; nachdem aber das 1. Kapitel des Buchs Ezechiel allgemein zur Haftara des Festtags geworden war, wird Hab 2,20-3,19 heute am zweiten Tag von Schawuot gelesen, sofern dieser zweite Tag als Fest begangen wird (d. h. nur außerhalb von Israel und nicht in Gemeinden der Reformbewegung).

„In der Schule des Elijahu wurde gelehrt: Wer Halakha studiert, ist dessen sicher, daß er ein Kind der zukünftigen Welt ist, denn es heißt (Hab 3,6 ): „Pfade [Halikhot] der Welt“, und man lese nicht Halikhot, sondern Halakhot.“

Dieses Talmudzitat mit einer optimistischen Deutung eines Verses aus dem Buch Habakuk ist relativ bekannt, da es im Schlussteil des Gottesdienstes am Sabbatmorgen vorkommt. Außerdem ist es üblich, dass rabbinische Dezisoren ihre Responsen mit diesem Zitat abschließen.
Das Zitat Hab 2,11  wird häufig auf die Schändung jüdischer Friedhöfe bezogen, da die geraubten Grabsteine sekundär vermauert wurden und mitunter Jahrhunderte später wieder ans Licht kamen.

### Christliche Leser

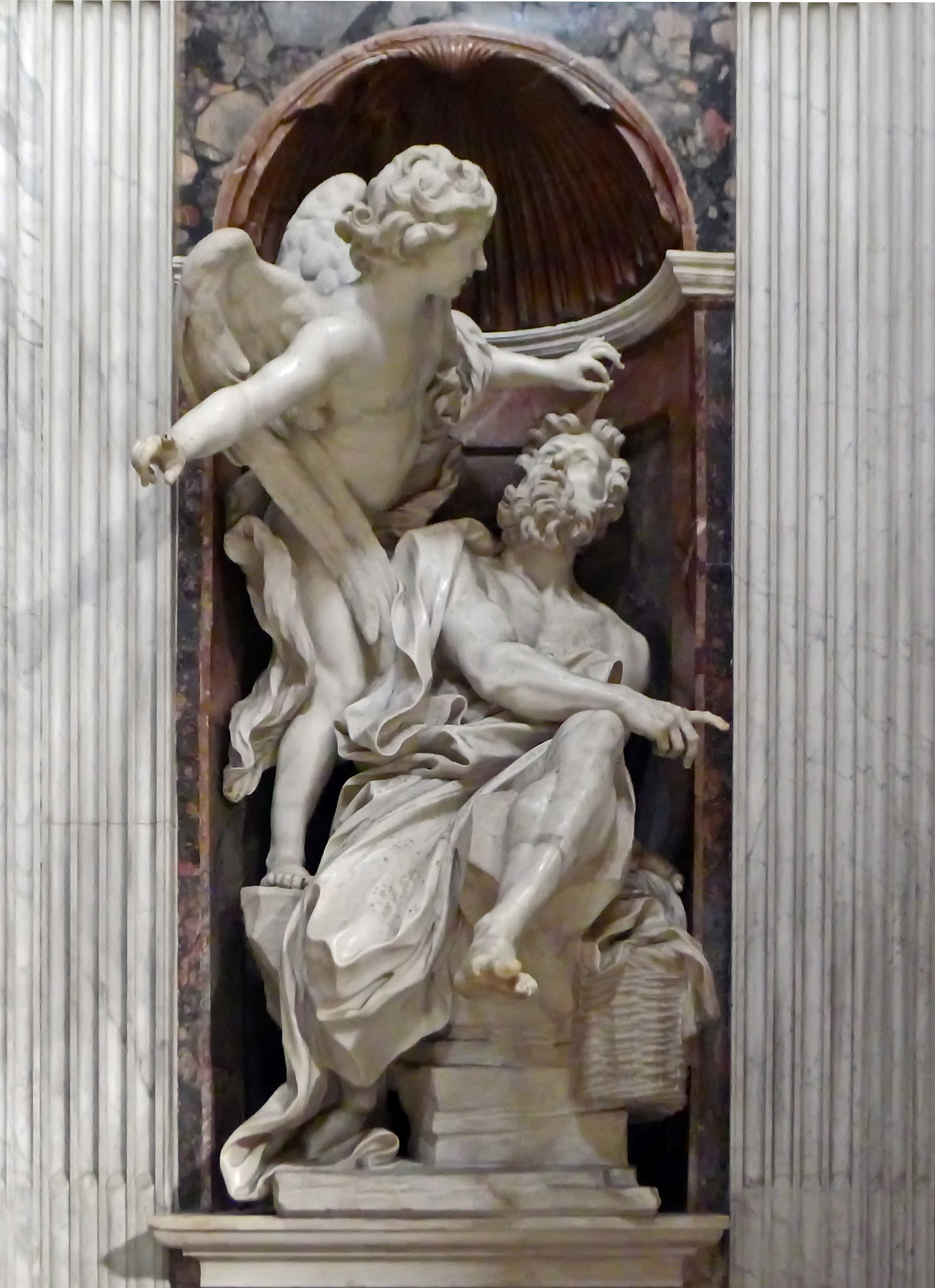
Habakuk und der Engel (Bernini)

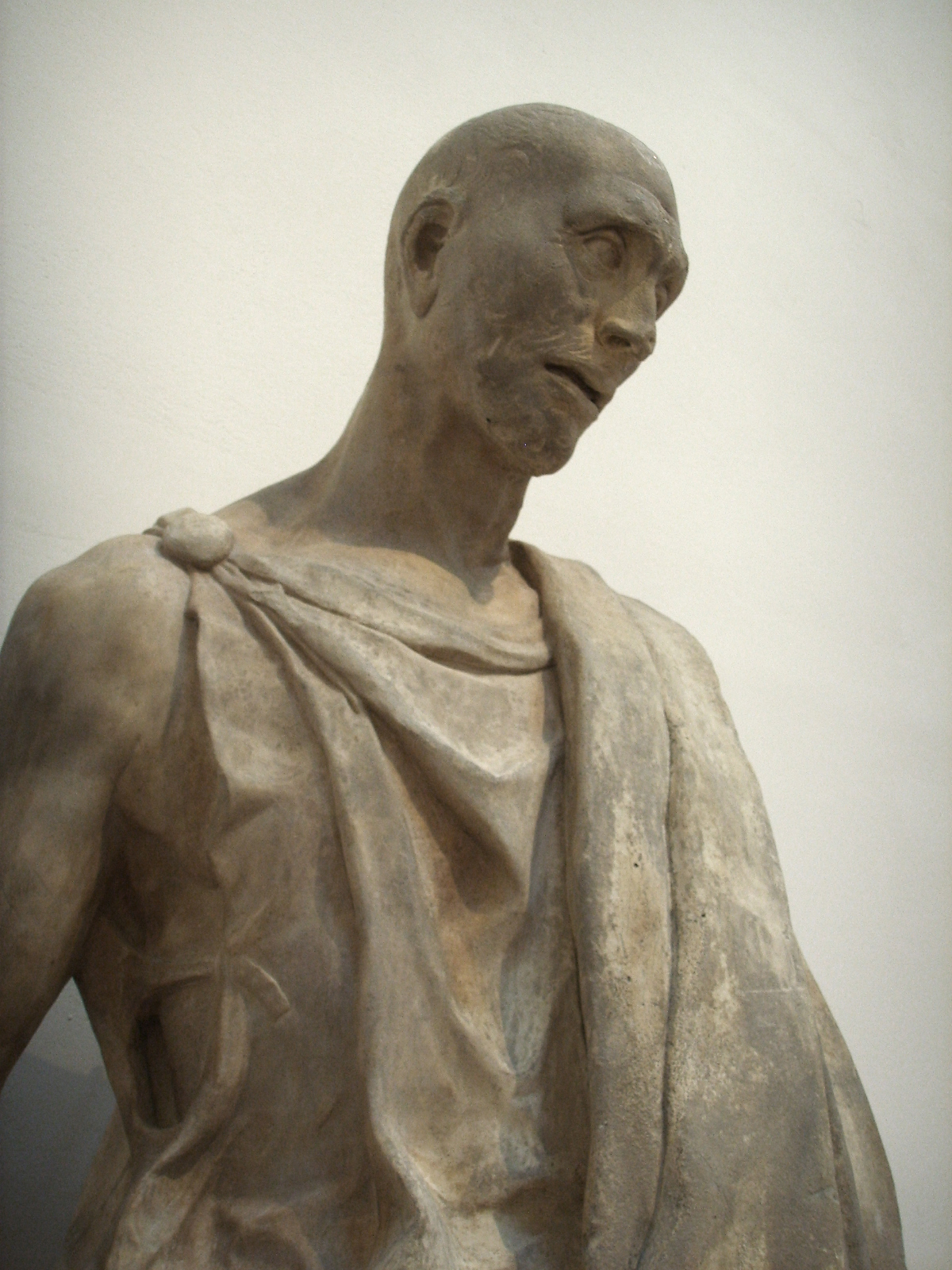
Lo Zuccone (Donatello)

#### Neues Testament
Sowohl Paulus von Tarsus (Röm 1,17 , Gal 3,11 ) als auch der Verfasser des Hebräerbriefs (Heb 10,38 ) zitierten Hab 2,4 . Das Verhältnis des hebräischen Masoretischen Textes zur griechischen Septuaginta-Version und der Septuaginta-Version zu den neutestamentlichen Zitaten ist komplex.
Stefan Schreiner schlägt für die hebräische Fassung von Hab 2,4–5 folgende Übersetzung vor, die ohne Änderung des Masoretischen Textes auskommt. Verglichen werden hier der Frevler und der Rechtschaffene:
„Siehe, übermäßig groß, reine Hybris ist seine Begier in ihm,

der Rechtschaffene aber wird infolge seiner Rechtschaffenheit am Leben bleiben.“
Die neutestamentlichen Autoren lasen das Buch Habakuk in seiner griechischen Fassung. Der Septuaginta-Übersetzer hatte Schwierigkeiten, seiner hebräischen Vorlage einen Sinn abzugewinnen; die erhaltenen Septuaginta-Handschriften wurden aber von christlichen Kopisten angefertigt, und der (unterschiedliche) Wortlaut, den das Habakuk-Zitat in den neutestamentlichen Briefen hat, wirkte auf die Septuaginta-Versionen des Habakukbuchs zurück. Die älteste erreichbare griechische Version von Hab 2,4 lautet folgendermaßen:
„Sollte einer sich zurückhalten, hat meine Seele keine Freude an ihm,

der Gerechte aber wird aus dem Glauben an mich (altgriechisch ἐκ πίστεώς μου ek písteṓs mou) leben.“
Nach der Analyse von Dietrich-Alex Koch lag sowohl Paulus als auch dem Autor des Hebräerbriefs dieser griechische Text vor, den sie „entsprechend ihrer jeweiligen Verwendungsabsicht umgestalteten“. Bei Paulus ist Hab 2,4b grundlegend für seine Rechtfertigungslehre, im Hebräerbrief motiviert der Vers das geduldige Ausharren in der Endzeit.
Die obige Übersetzung der Septuaginta Deutsch ist zwar möglich und kommt der christlichen Auslegungstradition entgegen; da es sich um einen Parallelismus membrorum handelt, dessen Sprecher Gott ist, wäre aber folgendes Textverständnis näherliegender:
„Sollte einer sich zurückhalten, hat meine Seele keine Freude an ihm,

der Gerechte aber wird durch meine Treue leben.“
Der Grund für das Leben des Gerechten wäre dann also die Treue Gottes und nicht der Glaube des Gerechten. Das Bedeutungsspektrum von altgriechisch πίστις pístis umfasst nämlich sowohl Treue/Zuverlässigkeit als auch Glaube/Vertrauen.

#### Rezeption in Kunst und Musik
Die apokryphe Tradition, wonach Habakuk dem Daniel in der Löwengrube Speisen bringt, ist künstlerisch mehrfach dargestellt worden, beispielsweise von Gian Lorenzo Bernini in der Chigi-Kapelle der Kirche Santa Maria del Popolo (Rom). Die Prophetenstatue Lo Zuccone von Donatello wird als Habakuk gedeutet (Museo dell’Opera del Duomo, Florenz).
Der Habakuk-Psalm liegt einer Motette von François Giroust (Domine audivi auditionem, 1779) zugrunde, und György Kósa schrieb 1953 eine Kantate über den Propheten Habakuk: Perlekedő prófécia.

#### Rezeption im Ingenieurswesen
Der Name "Habakuk" wurde vom Vereinigten Königreich während des Zweiten Weltkriegs für das "Projekt Habbakuk" verwendet. Es ging um einen (nie realisierten) Flugzeugträger von gigantischer Größe, der aus Pykrete bestehen sollte. Namengebend dürfte die Überlieferung von Habakuks wundersamer Unterstützung Daniels in der Löwengrube gewesen sein. Gerüchten zufolge soll die Namengebung aber auf Hab 1,5  anspielen:

„Schauet hin unter die Heiden, sehet und verwundert euch! Denn ich will etwas tun zu euren Zeiten, was ihr nicht glauben werdet, wenn man davon sagen wird.“

.

#### Gedenktag des Habakuk
- römisch-katholisch: 2. Dezember oder 15. Januar;
- armenisch: 3. Dezember;
- koptisch:19. Mai.

### Textausgaben
- Biblia Hebraica Stuttgartensia. Deutsche Bibelgesellschaft, 5. Auflage Stuttgart 1997, ISBN 3-438-05219-9.
- תרי עשר The Twelve Minor Prophets. Hrsg. von Anthony Gelston  (= Biblia Hebraica Quinta. Faszikel 13). Deutsche Bibelgesellschaft, Stuttgart 2010. ISBN 978-3-438-05273-5.

### Hilfsmittel
- Wilhelm Gesenius: Hebräisches und Aramäisches Handwörterbuch über das Alte Testament. Hrsg.: Herbert Donner. 18. Auflage. Springer, Berlin / Heidelberg 2013, ISBN 978-3-642-25680-6.

### Überblicksdarstellungen
- Alan J. Avery-Peck, Amos Frisch, Dietrich-Alex Koch, Timothy H. Lim, Heinz-Dieter Neef, Nils Holger Petersen, Jonathan Rosenbaum, Marvin A. Sweeney: Art. Habakkuk (Book and Person). In: Encyclopedia of the Bible and Its Reception, Band 10. De Gruyter, Berlin/Boston 2015, Sp. 1037–1053.
- Eckart Otto: Habakuk/Habakukbuch. In: Theologische Realenzyklopädie (TRE). Band 14, de Gruyter, Berlin / New York 1985, ISBN 3-11-008583-6, S. 300–306.
- Eckart Otto: Habakuk/Habakukbuch. In: Religion in Geschichte und Gegenwart (RGG). 4. Auflage. Band 3, Mohr-Siebeck, Tübingen 2000, Sp. 1360–1362.
- Hanna Liss: Das Buch Tere Asar (Zwölf-Prophetenbuch). In: Tanach. Lehrbuch der jüdischen Bibel (= Schriften der Hochschule für Jüdische Studien. Band 8). Universitätsverlag C. Winter, 4., völlig neu überarbeitete Auflage Heidelberg 2019, ISBN 978-3-8253-6850-0, S. 368–412.
- Konrad Schmid: Das Habakukbuch. In: Jan Christian Gertz (Hrsg.): Grundinformation Altes Testament. 6., überarbeitete und erweiterte Auflage. Vandenhoeck & Ruprecht, Göttingen 2019, ISBN 978-3-8252-5086-7, S. 399–401.
- Erich Zenger: Das Zwölfprophetenbuch. In: Christian Frevel (Hrsg.): Einleitung in das Alte Testament. 9., aktualisierte Auflage. Kohlhammer, Stuttgart 2016, ISBN 978-3-17-030351-5, S. 630–709.

### Deutschsprachige Kommentare
- Jörg Jeremias: Habakuk (= Biblischer Kommentar, Altes Testament. Band 14,5,2). Neubearbeitung. Vandenhoeck & Ruprecht, Göttingen 2022, ISBN 978-3-525-50360-7.
- Heinz-Josef Fabry: Habakuk/Obadja (= Herders theologischer Kommentar zum Alten Testament). Herder, Freiburg/Basel/Wien 2018, ISBN 978-3-451-26169-5.
- Oskar Dangl: Das Buch Habakuk (= Neuer Stuttgarter Kommentar, Altes Testament. 25,1). Verlag Katholisches Bibelwerk, Stuttgart 2014, ISBN 978-3-460-07251-0.
- Walter Dietrich: Nahum, Habakuk, Zefanja (= Internationaler Exegetischer Kommentar zum Alten Testament). Kohlhammer, Stuttgart 2014, ISBN 978-3-17-020658-8.
- Lothar Perlitt: Die Propheten Nahum, Habakuk, Zephanja (= Das Alte Testament Deutsch. Band 25/1). Vandenhoeck & Ruprecht, Göttingen 2004, ISBN 3-525-51228-7.
- Klaus Seybold: Nahum, Habakuk, Zephanja (= Zürcher Bibelkommentare. AT. Band 24/2). TVZ, Zürich 1991. ISBN 3-290-10134-7.

### Artikel und Monographien
- Eckart Otto: Die Stellung der Wehe-Worte in der Verkündigung des Propheten Habakuk. In: Zeitschrift für die Alttestamentliche Wissenschaft. 89, 1977, S. 73–107.
- Eckart Otto: Die Theologie des Buches Habakuk. In: Vetus Testamentum. 35, 1985, S. 274–295.
- Thomas Krüger: Prophetie, Weisheit und religiöse Dichtung im Buch Habakuk. In: Jutta Krispenz (Hrsg.): Scribes as Sages and Prophets. Scribal Traditions in Biblical Wisdom Literature and in the Book of the Twelve (= Beihefte zur Zeitschrift für die Alttestamentliche Wissenschaft, Band 496). De Gruyter, Berlin / Boston 2021, ISBN 978-3-11-047727-6, S. 99–116.
- Felix Ernst Peiser: Der Prophet Habakuk. Eine Untersuchung zur Kritik des Alten Testaments. (= Mitteilungen der Vorderasiatisch-Ägyptischen Gesellschaft, 1, 8). Peiser, Berlin 1903.